# Enoch Arden (film 1915)
Enoch Arden è un film muto del 1915 diretto da William Christy Cabanne. Negli Stati Uniti è conosciuto anche con i titoli As Fate Ordained o The Fatal Marriage.

## Trama

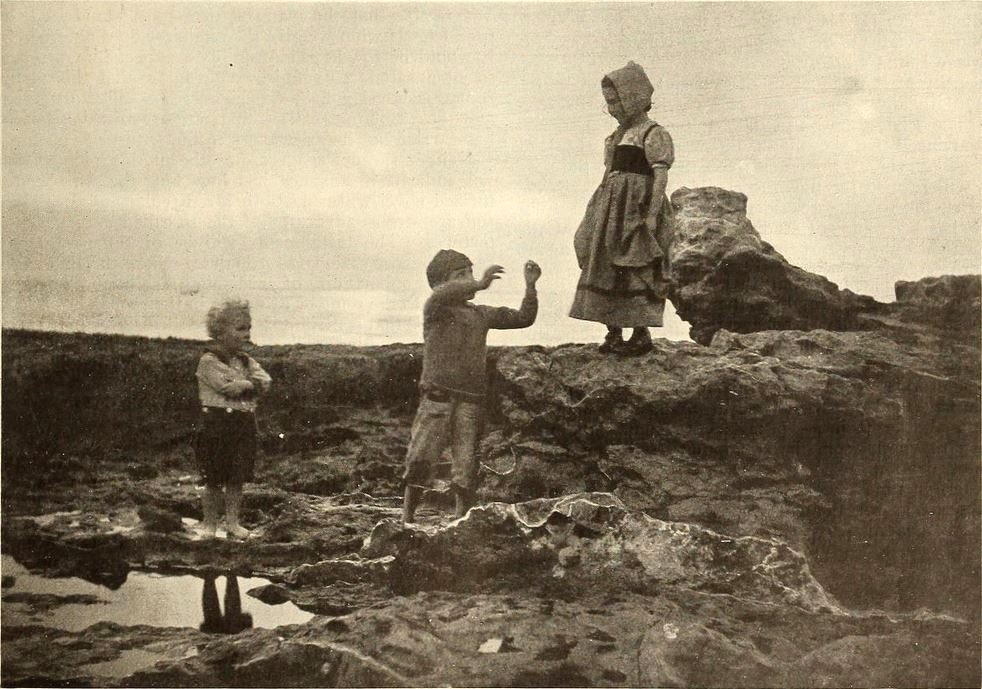
Phillip, Enoch e Annie da bambini

In Inghilterra, in un villaggio di pescatori, l'orfano Enoch Arden cresce insieme agli amici d'infanzia Annie Lee e Philip Ray. I due ragazzi si innamorano entrambi di Annie, ma lei sceglie di sposare Enoch. Dal matrimonio nascono due bambini e Philip resta loro amico. Quando Enoch deve lasciare la famiglia per imbarcarsi, Philip aiuta Annie durante l'assenza del marito, provvedendo anche a mandare i bambini a scuola. Enoch, però, non torna più e, dopo dieci anni, convinta che il marito sia morto, la donna accetta di sposare il sempre innamorato Philip.
Enoch, invece, rimasto bloccato su un'isola deserta per lungo tempo dopo il naufragio della sua nave, viene salvato da una barca di passaggio. Ritornato al villaggio, vede la sua famigliola felice insieme a Philip e decide perciò di non rivelare la sua presenza. Anni dopo, in punto di morte, confida la sua storia a una vecchia donna, chiedendole di riferirla, dopo la sua morte, ad Annie.

## Produzione
Il film fu prodotto dalla Majestic Motion Picture Company.

## Distribuzione
Distribuito dalla Mutual, il film uscì nelle sale cinematografiche statunitensi l'8 aprile 1915.